# Infezione
L'infezione è un processo caratterizzato dalla penetrazione e moltiplicazione nei tessuti viventi di microrganismi patogeni (batteri, miceti, protozoi), di elminti o di virus. Poiché esistono casi di infezione senza alcun processo morboso, essa non si identifica con il concetto di malattia infettiva.

## Evoluzione
L'evoluzione di un'infezione dipende da vari fattori:
- dalle caratteristiche dell'agente eziologico (microrganismo) come:
  - contagiosità,
  - tenacia,
  - invasività,
  - vitalità,
  - virulenza
  - patogenicità,

- dalle caratteristiche del sistema immunitario dell'ospite:
  - dall'immunità basilare
  - dall'immunità soggettiva momentanea dell'individuo colpito
- dalle caratteristiche ambientali (tra cui situazioni climatiche e caratteristiche socio-economiche dell'area considerata).

Un'infezione si evolve in diversi modi:
- infezione muta senza evidenti sintomi oppure
- infezione abortiva con leggeri sintomi oppure
- infezione manifesta con sintomi clinicamente marcati.

Solo l'ultima delle tre elencate è chiamata malattia infettiva.

## Classificazione clinica

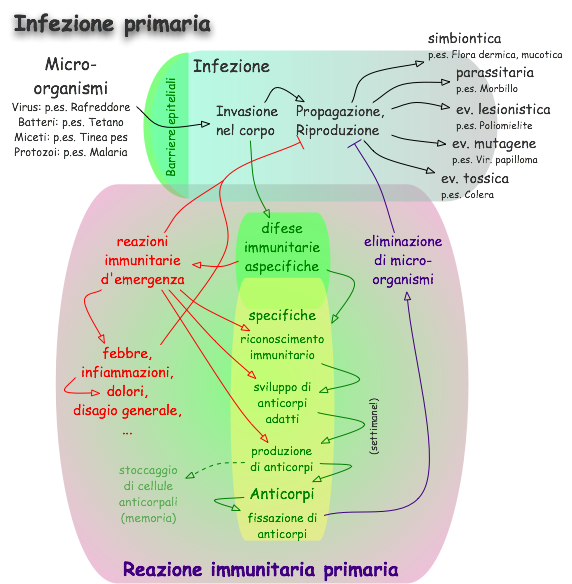
Infezione primaria

Le infezioni si classificano clinicamente secondo:
- la via di contaminazione del microrganismo ai danni del macrorganismo;
- la contagiosità del microrganismo;
- il percorso temporaneo sintomatico della malattia;
- criteri eziologici (tipo di germe responsabile);
- lo stato immunitario momentaneo dell'individuo.

## Risposta immunitaria
Gli effetti di una risposta immunitaria sono molto diversi se un'infezione con un determinato germe:
- si manifesta per la prima volta (infezione primaria) o se
- si ripete entro un certo lasso di tempo (infezioni ripetute).

Di solito dopo una prima fase manifesta, in un'infezione primaria, si sviluppa un certo grado di immunità nei confronti del germe responsabile. Pertanto generalmente, in seguito a infezioni ripetute causate dallo stesso tipo di germe non si sviluppa più una malattia infettiva, ma l'infezione resta allo stato latente e non si manifesta più.

### Infezione primaria

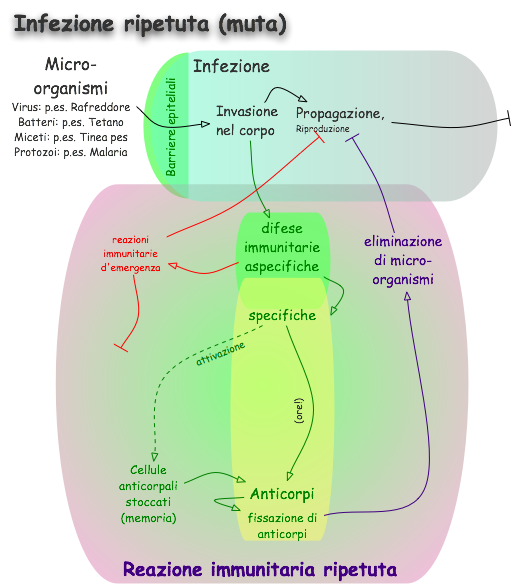
Infezione ripetuta

Se un determinato microrganismo invade per la prima volta un macrorganismo, il sistema immunitario si trova ad affrontare un nuovo problema. Pertanto l'organismo aziona: 
- difese di emergenza non molto specifiche;
- raffinati sistemi specifici che riescono ad identificare un determinato tipo di microrganismo e a marcarlo con degli anticorpi. Di seguito cellule specializzate neutralizzano e smaltiscono i germi (microrganismi)

Malauguratamente questo processo richiede tempo (da giorni a settimane). Se il microrganismo è molto contagioso e patogeno l'individuo può persino perdere la vita. Se, invece, resiste finché si sono formati anticorpi specifici, il sistema immunitario ha la meglio e consente all'individuo di guarire.

### Infezioni ripetute
Un'infezione susseguente (ripetuta), causata dallo stesso germe, potrebbe persino non notarsi: gli anticorpi ancora in circolazione e le cellule di memoria (stoccati nei linfonodi), essendo prodotti rapidamente, identificano e marcano i microrganismi entro poche ore. Così possono essere distrutti e smaltiti dalle cellule specializzate prima che possano danneggiare l'organismo. Questo fenomeno può essere definito nel suo complesso "immunità".

### Vaccinazione attiva

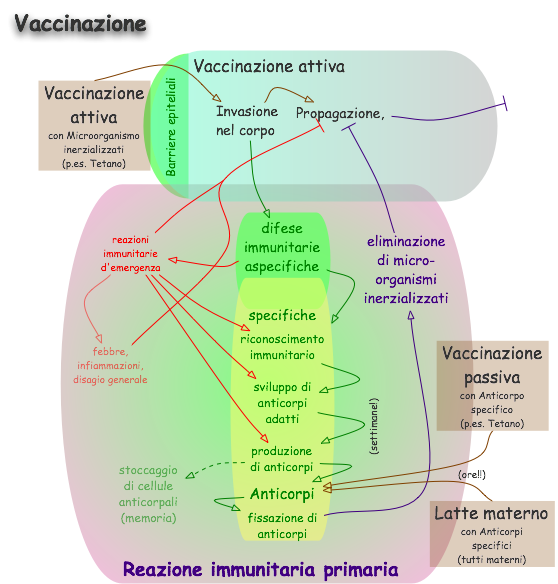
Vaccinazione attiva e passiva

In una vaccinazione attiva si "infetta" un macrorganismo con un determinato microrganismo (o pezzetti di questo) resi (per intervento umano) incapaci di moltiplicarsi. Il sistema immunitario ignora questo fatto e mette in moto tutti i processi specifici per identificare e marcare questo germe "eunuco".

Il paziente sentirà probabilmente leggeri sintomi della reazione immunitaria (mal di testa, sovratemperatura, leggero disagio generale) ma, visto che il germe non si propaga, non avrà altri sintomi. In breve: la vaccinazione attiva è una sorta di simulazione d'infezione.

### Vaccinazione passiva
In una "vaccinazione passiva" si iniettano a scopo terapeutico (non preventivo) degli anticorpi specifici in un organismo. Marcano il tipo di microrganismi per il quale sono destinati (p.es. tetano) e facilitano così la sua neutralizzazione. Per certi germi si può eseguire contemporaneamente una vaccinazione attiva (come prevenzione) e una vaccinazione passiva in caso di una sospettata infezione (p.es. tetano).
Il latte materno contiene anticorpi delle infezioni e vaccinazioni che la madre ha subito. Pertanto durante il periodo di allattamento esso è un'ottima protezione contro tante infezioni. Il latte materno contiene, quindi, un largo spettro di "vaccini passivi".
Malauguratamente l'effetto di vaccinazioni passive (con anticorpi) garantisce immunità per poco tempo (settimane). Visto che non si formano cellule memoria, l'immunità sparisce con la disintegrazione degli anticorpi in circolazione.

## Prevenzione e cura
La prevenzione e cura delle infezioni è stato per migliaia di anni il nodo cruciale ed irrisolto della medicina. Solo poche generazioni fa si è cominciato a comprendere l'eziologia e il meccanismo di diffusione di quelle malattie che fino ad allora erano state considerate incurabili e che avevano causato milioni di morti come la peste bubbonica, il vaiolo, il tetano, la malaria ed altre. L'importanza anzitutto delle condizioni igieniche venne riconosciuta in tutta la sua portata dal medico ungherese Ignaz Philipp Semmelweis (1818-1865).

### Condizioni sanitarie ed economiche della popolazione
Il miglioramento duraturo delle condizioni sanitarie di una popolazione, oggi come un tempo non avviene solamente grazie alla medicina (condizione indispensabile, ma di per sé non sufficiente), ma soprattutto grazie ad interventi su larga scala (e quindi per lo più alla volontà politica) in grado di modificare le abitudini igieniche e dare gli strumenti adeguati al maggior numero di persone.
Fra le misure di prevenzione efficaci su larga scala si ricordano:
- la cura e il controllo della distribuzione dell'acqua potabile;
- la costruzione di canalizzazioni;
- l'organizzazione dello smaltimento di rifiuti;
- le leggi alimentari e i relativi controlli (ad es. l'ispezione delle carni macellate);
- l'istruzione della gente sulle misure igieniche fondamentali;
- il riconoscimento del bestiame produttivo, degli animali domestici e dei parassiti come vettori di infezioni (zoonosi)
- con le migliorate condizioni economiche di una vasta popolazione, la speranza di vita alla nascita (che è un buon indicatore della igiene pubblica) sale in modo importante.

### Antiparassitari

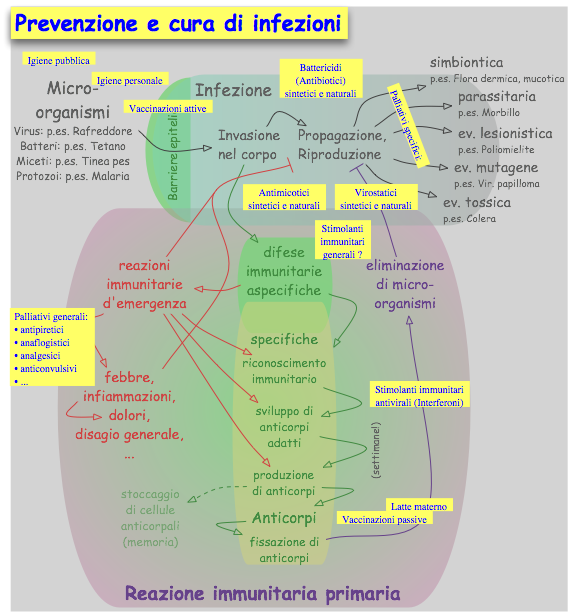
Prevenzione e cura di infezioni

Più avanti si riconobbe come misura medica l'importanza della battaglia contro i vari parassiti come artropodi, pulci, pidocchi, vermi intestinali (elminti).

### Vaccinazioni
Rimanevano (alle nostre latitudini) le problematiche (e l'alta mortalità) delle malattie infettive infantili e di diverse malattie come ad esempio la tubercolosi e il vaiolo per quanto riguardava gli adulti. In questo settore, la medicina accademica fece un grande progresso con lo sviluppo e l'introduzione delle vaccinazioni non solo degli uomini ma anche del bestiame (e recentemente anche degli animali domestici); questo riduceva notevolmente anche le zoonosi (infezioni tramite gli animali come "vettori").
La comprensione, la pratica medica negli esseri umani, e l'avvio della ricerca scientifica nel campo delle vaccinazioni (da vaccino, ovvero di vacca) si devono al medico inglese Edward Jenner (1749-1823) il quale per questa scoperta venne nominato membro della Royal Society (si ricorda per inciso che il premio Nobel viene assegnato solamente dal 1901).

### Antibiotici (battericidi o batteriostatici)
L'efficacia di muffe e piante pare fosse nota già agli albori della civiltà, ma la storia vera e propria degli antibiotici e della loro comprensione inizia con la scoperta della penicillina (1928), l'uso di questa muffa permise ad Alexander Fleming (1881-1955) e poi a tutti noi di salvare milioni di vite umane e naturalmente di avviare il filone di ricerca relativo. Lo scienziato scozzese riceve per questo il Premio Nobel per la medicina nel 1945.
I primi antibiotici sintetici erano dei sulfonamidici e il noto SALVARSAN contro la sifilide.
Più tardi (intorno agli anni 1940) furono scoperti gli "antibiotici" a base di miceti che riuscivano (e riescono) a combattere efficacemente le infezioni batteriche.

### Fungicidi, Antiprotozoici, Virostatici
Malauguratamente mancano ancora farmaci altrettanto potenti per le infezioni virali (p.es. epatite), protozoiche (p.es. malaria) e micetiche (p.es. tinea pes). Sono state individuate alcune sostanze con attività farmacologica di merito (virostatici, antiprotozoiche, fungicidi), ma con campi d'impiego clinico, allo stato, relativamente ridotti.

### Stimolazione immunitaria
Tramite la sempre migliore comprensione degli aspetti fisiologici del sistema immunitario, sono in corso anche progressi clinici rispetto alla sua stimolazione funzionale (immunomodulazione), ad esempio tramite gli interferoni.

### Interventi sintomatici e palliativi
Anche le capacità cliniche per interventi sintomatici e palliativi sono notevolmente migliorate e non sono da trascurare: possono spesso prolungare il tempo di resistenza dell'organismo contro una prima infezione e danno così il tempo necessario al sistema immunitario per organizzare delle difese efficaci.